# Rens Blom
Rens Blom (Munstergeleen, 1º marzo 1977) è un astista olandese, campione mondiale ad Helsinki 2005.

## Biografia
Blom si mise in luce molto presto saltando la misura di 5,75 m nel 2000, ma passò alcuni anni senza significativi miglioramenti. L'8 giugno 2004 a Saragozza stabilì l'attuale record nazionale olandese di salto con l'asta con 5,81 m. Nel 2005 mostrò continuità di rendimento saltando 5,80 m ad inizio maggio.
Ai Mondiali di Helsinki nel 2005 saltò ancora una volta 5,80 m vincendo un'inaspettata medaglia d'oro. L'anno successivo però finì per essere un anno frustrante, a causa dei tanti infortuni. Problemi alla spalla, alle ginocchia e ai tendini di Achille con una conseguente operazione non permisero all'olandese di ripetere i risultati della stagione precedente. Alla fine del 2006 ricominciò cautamente il suo programma di allenamenti ed ottenne nuovamente buoni risultati in diverse manifestazioni indoor all'inizio del 2007.
Blom ha partecipato due volte ai Giochi olimpici. A Sydney 2000 non superò il turno di qualificazione, classificandosi quindicesimo, mentre quattro anni dopo ad Atene 2004 terminò al nono posto.
Il 26 settembre 2008 in conferenza stampa a Sittard, l'atleta limburghese annuncia di mettere fine alla propria carriera, durante la quale ha collezionato sette titoli nazionali outdoor e sei indoor. Nel 2013 ritorna ufficialmente alle competizioni.

## Record nazionali

### Seniores
- Salto con l'asta: 5,81 m ( Saragozza, 8 giugno 2004)
- Salto con l'asta indoor: 5,75 m ( Birmingham, 15 marzo 2003 -  Chemnitz, 27 febbraio 2004)

## Palmarès
| Anno | Manifestazione   | Sede        | Evento           | Risultato | Prestazione | Note                                     |
| ---- | ---------------- | ----------- | ---------------- | --------- | ----------- | ---------------------------------------- |
| 1997 | Europei under 23 | Turku       | Salto con l'asta | 10º       | 5,20 m      |                                          |
| 1997 | Universiadi      | Catania     | Salto con l'asta | 4º        | 5,55 m      |                                          |
| 1998 | Europei indoor   | Valencia    | Salto con l'asta | 19º       | 5,55 m      |                                          |
| 1999 | Europei under 23 | Göteborg    | Salto con l'asta | 5º        | 5,50 m      |                                          |
| 2000 | Europei indoor   | Gand        | Salto con l'asta | Bronzo    | 5,60 m      |                                          |
| 2000 | Giochi olimpici  | Sydney      | Salto con l'asta | 15º       | 5,65 m      |                                          |
| 2001 | Mondiali         | Edmonton    | Salto con l'asta | Finale    | nm          |                                          |
| 2002 | Europei          | Monaco      | Salto con l'asta | 22º       | 5,25 m      |                                          |
| 2003 | Mondiali indoor  | Birmingham  | Salto con l'asta | Bronzo    | 5,75 m      | Record nazionale                         |
| 2003 | Mondiali         | Saint-Denis | Salto con l'asta | 14º       | 5,60 m      |                                          |
| 2004 | Mondiali indoor  | Budapest    | Salto con l'asta | Finale    | nm          |                                          |
| 2004 | Giochi olimpici  | Atene       | Salto con l'asta | 9º        | 5,65 m      |                                          |
| 2005 | Mondiali         | Helsinki    | Salto con l'asta | Oro       | 5,80 m      | Miglior prestazione personale stagionale |
| 2007 | Europei indoor   | Birmingham  | Salto con l'asta | 9º        | 5,55 m      |                                          |

## Altre competizioni internazionali
2005
- 8º alla World Athletics Final ( Monaco), salto con l'asta - 5,45 m